# Juffrouw Rozée
Juffrouw Rozée (Leiden, 1632 - aldaar, 1682) was een vooraanstaande zijdekunstenares uit Noord-Nederland.
Ondanks haar grote faam, is er weinig bekend over haar leven, en zelfs haar volledige naam is onbekend. Juffrouw Rozée bleef ongehuwd en wijdde haar leven volledig aan haar kunst. Volgens Houbraken was Juffrouw Rozée een uitzonderlijk talent. Hij prees haar vermogen om met zijde in verschillende kleuren landschappen, bloemen, dieren en portretten te creëren op een manier die zo realistisch was, dat haar werken op enige afstand nauwelijks van schilderijen te onderscheiden waren. Haar meesterlijke techniek maakte haar kunstwerken zeer gewild, zowel in Nederland als daarbuiten. Een van haar beroemdste werken werd verkocht voor het destijds aanzienlijke bedrag van 500 gulden. Haar werk werd zo natuurgetrouw vervaardigd dat men over haar sprak als iemand die bijna magische talenten bezat. De techniek die Juffrouw Rozée gebruikte om dit niveau van detail en realisme te bereiken, blijft echter onduidelijk.
Haar werk trok ook internationale aandacht, zoals blijkt uit de verkoop van een van haar stukken aan groothertog Cosimo III de' Medici van Florence. Cosimo bezocht de Republiek der Zeven Verenigde Nederlanden in 1667/68 en 1669, en het is mogelijk dat hij tijdens zijn verblijf in Leiden haar atelier bezocht.
- Biografisch Portaal: 42179028
- RKD-Nederlands Instituut voor Kunstgeschiedenis: 491833